# Casa de gelo

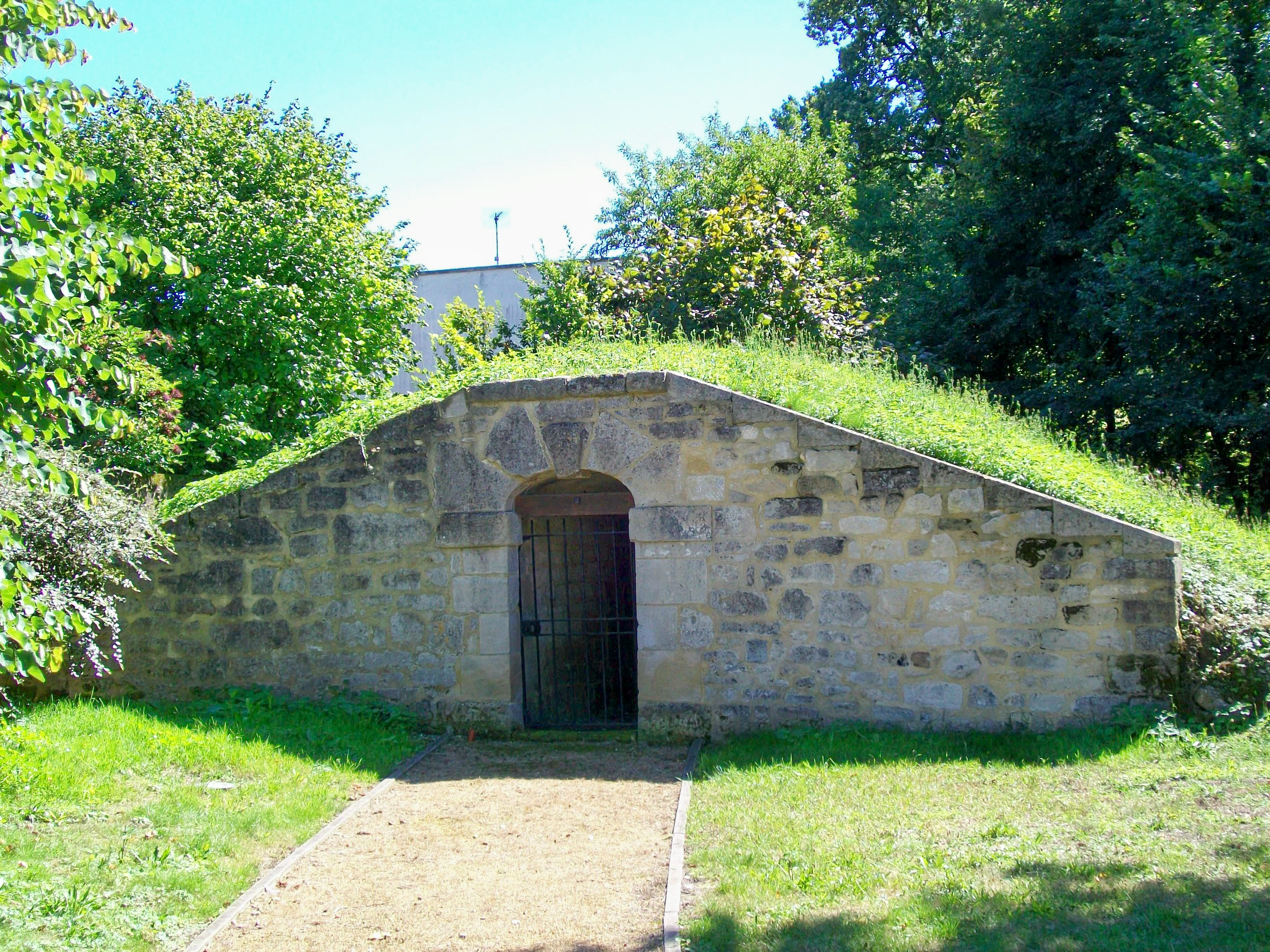
Casa de gelo em Avilly, comuna de Avilly-Saint-Léonard.

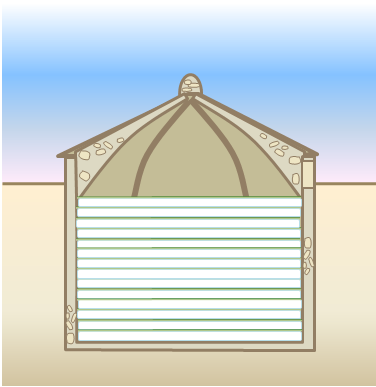
Esquema representativo de uma casa de gelo.

Casa de gelo ou casa de neve artificial ou geleira, também conhecido como nevero artificial na Espanha ou glacière na França, é uma retensão subterrânea formada por terra.

## Casas de gelo fixas
Anteriormente, um buraco no chão preenchido com neve serviu como uma geleira. Assim, na Rússia, os mujiques construíram uma espécie de pequeno abrigo coberto com palha sob o qual um poço cheio de gelo ou de neve servia como uma despensa.
No Irã, tais instalações, os yakhchals, foram usados de maneira generalizada.
Na Provença, as geleiras experimentaram um importante desenvolvimento no século XVII.
Na Europa, muitos castelos foram equipados com instalações especiais para a conservação do gelo até o final do século XIX. Eram grandes salas enterradas, ou grandes poços, onde o gelo era colhido da água no inverno. O poço era geralmente construído ao norte, erguido por um trabalho de alvenaria, coberto com um montículo de terra para um melhor isolamento. No poço, o gelo era isolado do solo e do ar exterior por palha e ramos. Para reduzir a circulação do ar, baldes de água eram regularmente adicionadas, a água em corrente se solidificava e possibilitava preencher os vazios. A água da fonte era coletada em uma escavação colocada na parte inferior do poço para facilitar sua remoção. A grande casa de gelo do Castelo de Chantilly tinha 9,25 metros de diâmetro e 11 metros de profundidade, o ferro fundido natural poderia representar até quinhentos quilogramas de gelo por dia, mas poderia conter seiscentas toneladas. Isso constituiu uma reserva que poderia ser usada por vários anos. O gelo assim disponível permitia refrigerar alimentos e bebidas e fazer sorvetes ao longo do ano.

## Etimologia
Durante o século XVIII, os edifícios subterrâneos formados por terras eram utilizados para o armazenamento de gelo e resfriamento de bebidas alcoólicas (principalmente, cerveja). Ainda o utilizaram como hibernação de morcegos.

## Galeria

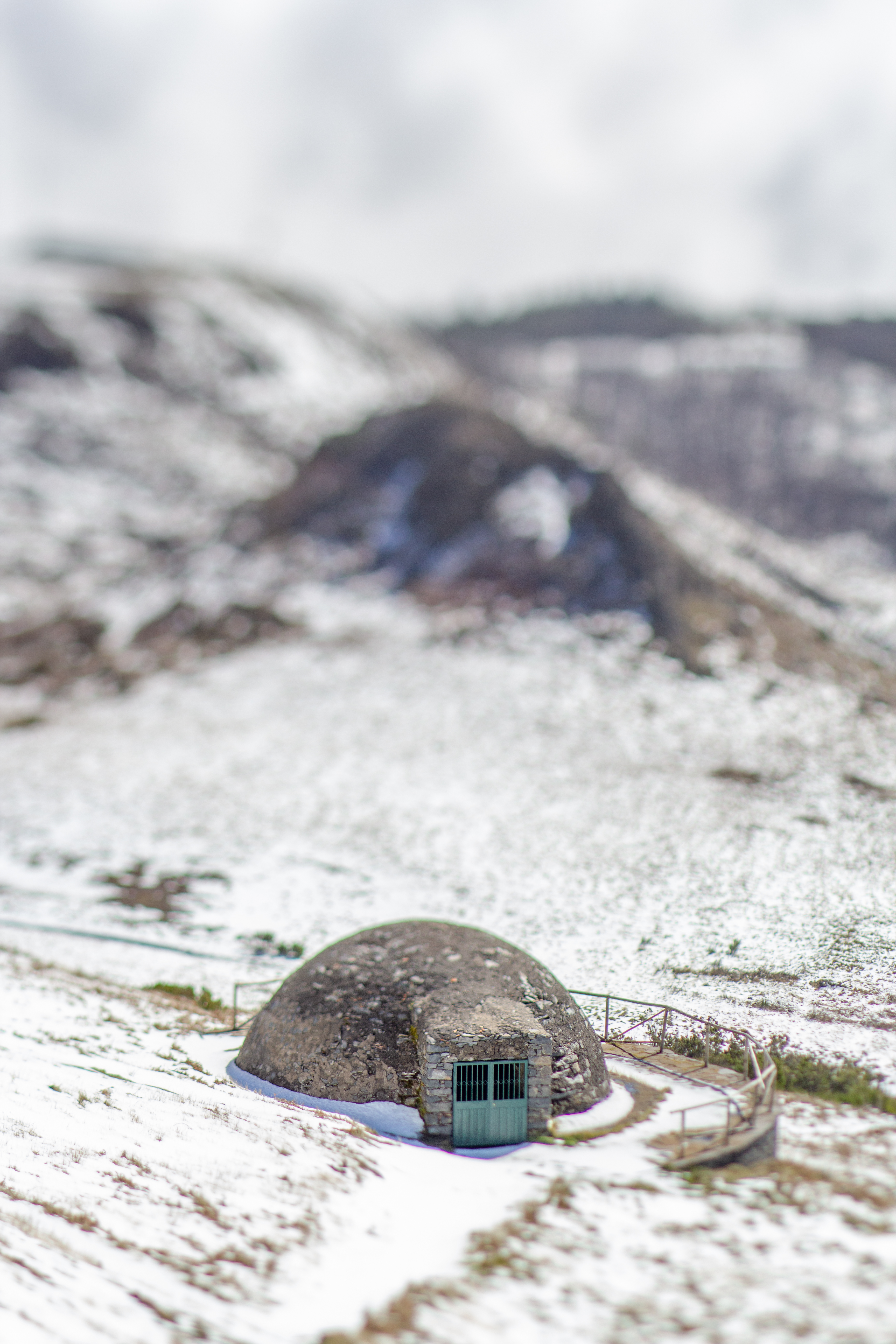
Poço da Neve - monumento em Funchal, Madeira, Portugal.
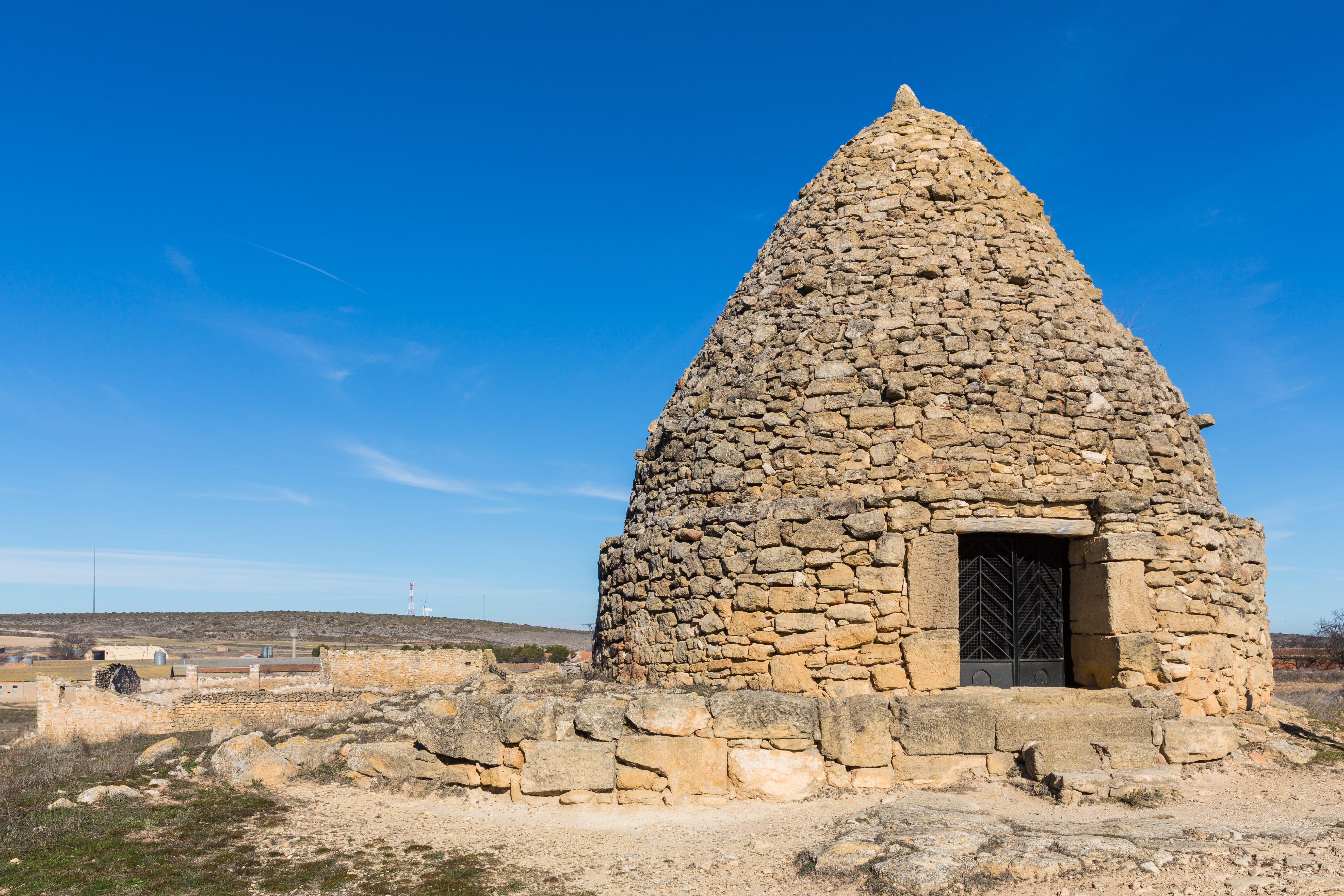
Antiga casa de gelo, Zaragoza, Espanha.
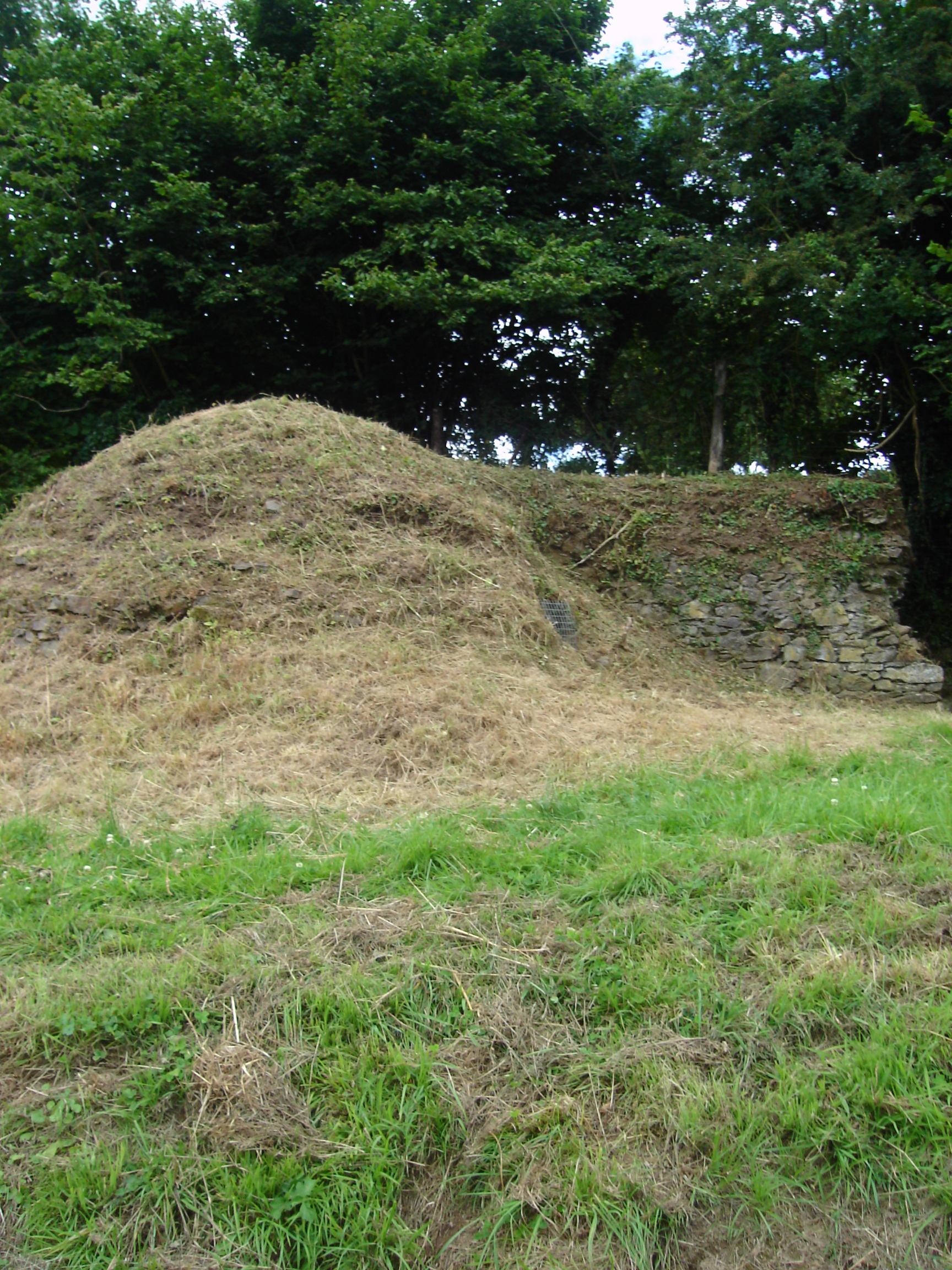
Vista exterior da Geleira do Parc médiéval de l'Évêque de Coutances.
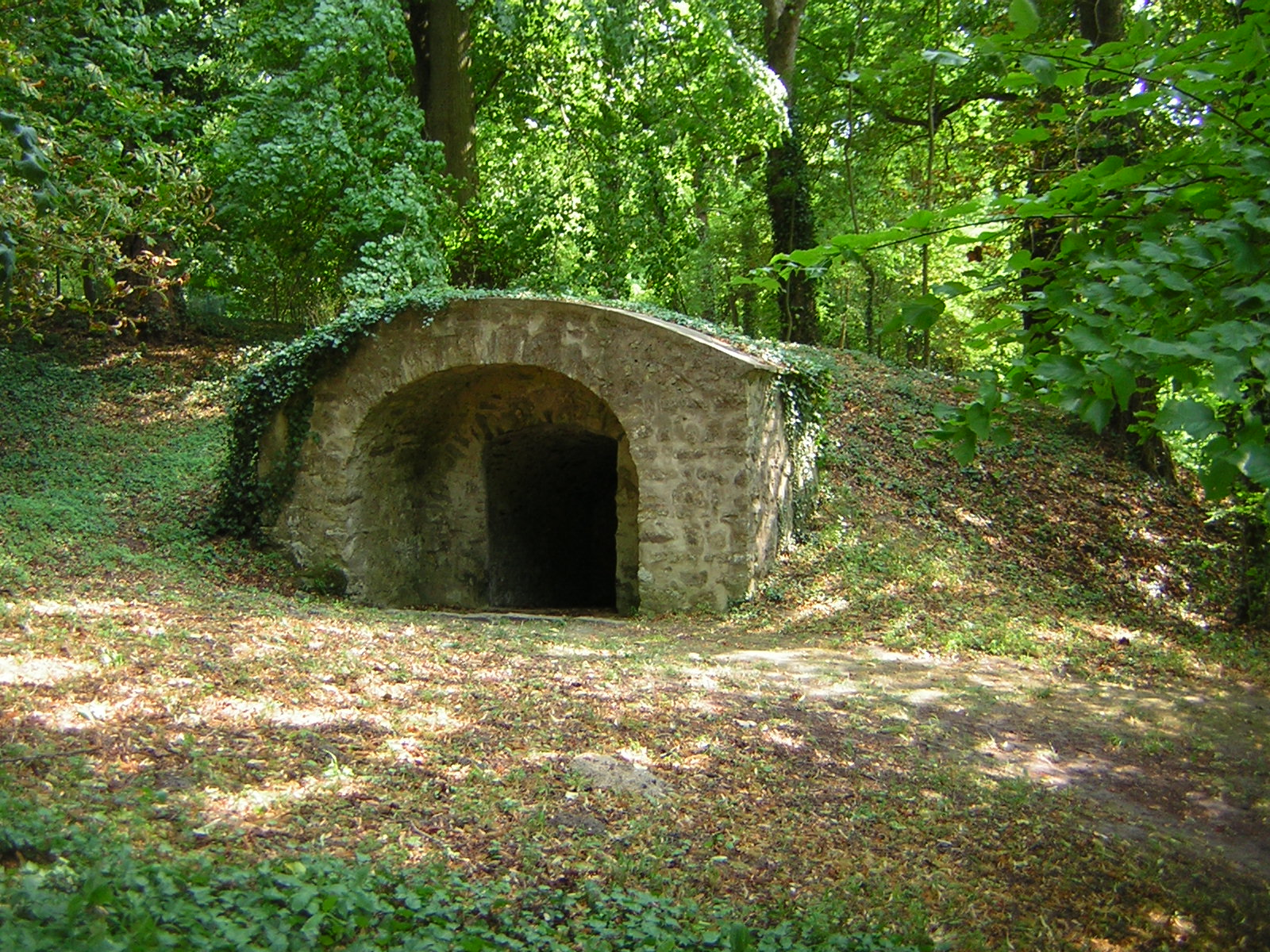
Geleira do Castelo de Ermenonville, no Parc Jean-Jacques-Rousseau.
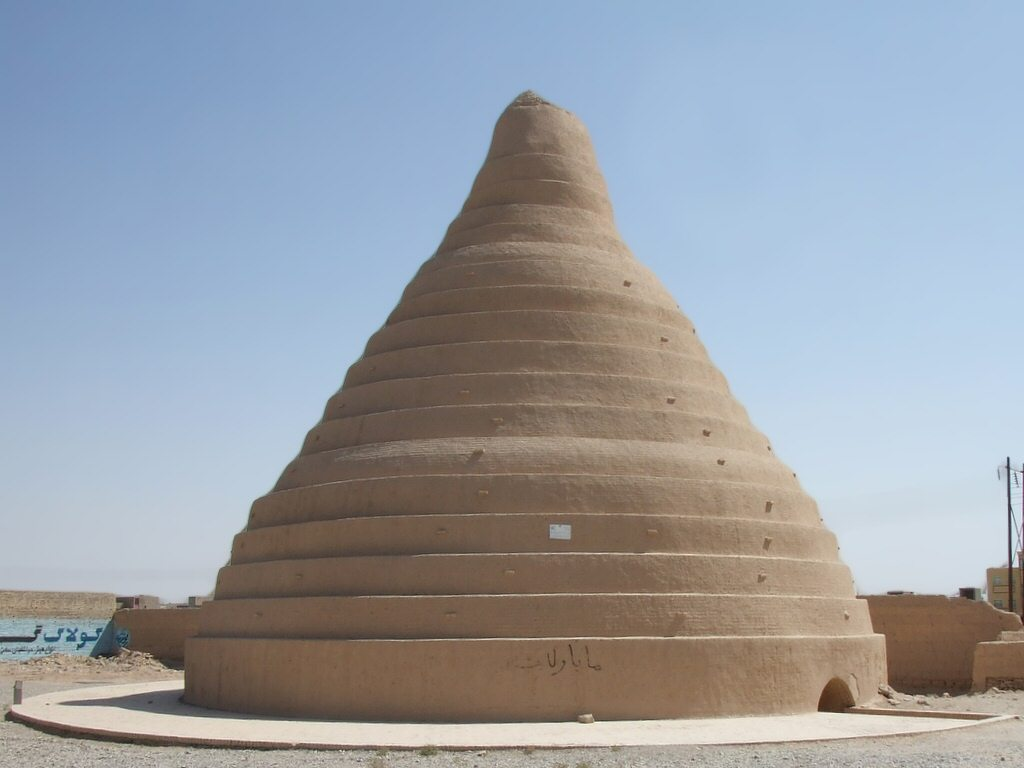
Yakhchal na província de Yazd, Irã.
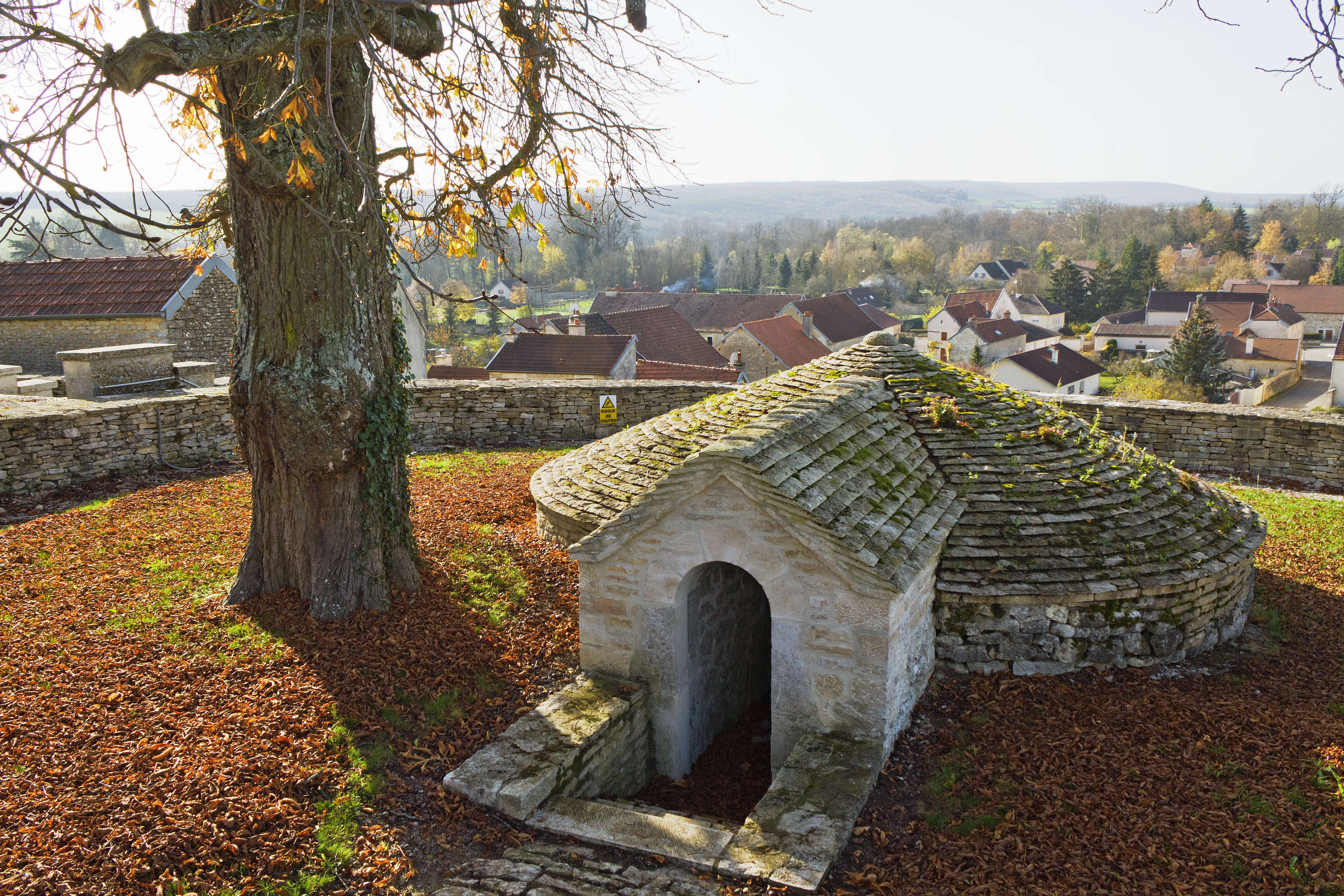
Geleira enterrada de Diénay.